# Duidaea
Duidaea  es un género  de plantas con flores de la familia de las asteráceas.  Comprende 4 especies descritas y  aceptadas. Es originario de Sudamérica.

## Taxonomía
El género fue descrito por Sidney Fay Blake y publicado en Bulletin of the Torrey Botanical Club 58: 496. 1931.

## Especies aceptadas
A continuación se brinda un listado de las especies del género Duidaea aceptadas hasta julio de 2012, ordenadas alfabéticamente. Para cada una se indica el nombre binomial seguido del autor, abreviado según las convenciones y usos.
- Duidaea marahuacensis Steyerm.
- Duidaea pinifolia S.F.Blake
- Duidaea rubriceps S.F.Blake
- Duidaea tatei S.F.Blake